# Presentmeester
Een presentmeester was in de middeleeuwen de stadsambtenaar die verantwoordelijk was voor het schenken van giften aan belangrijke bezoekers en ingezetenen van de stad. Hij ontmoette de belangrijke relaties van de stad persoonlijk en was dus een prestigieus figuur.
Een van de belangrijke onderdelen van deze giften of prosenten was de wijn die aangeboden werd. Uit een akte van 27 april 1551 opgesteld in Brugge weten we dat bijvoorbeeld de ”here” bij een bezoek aan de stad 24 kannen wijn geschonken kreeg en nog eens 16 kannen per dag dat hij in de stad bleef.
De begunstigden waren een heterogene groep van stedelijke ambtenaren, vorstelijke dienaars, soldaten, hovelingen, schuttersgilden en broederschappen. De bedragen die de stad schonk waren vrij belangrijk, in de periode van 1400 tot 1495 liep dit in Gent op tot 5 % van de totale stadsuitgaven, maar in de jaren 1440 werd er zelfs op tot 20% aan giften besteed.
De wijn werd aangeboden in grote tinnen kannen die 55,5 tot 57,5 cm hoog waren, de diameter was 21,5 à 22 cm en er kon ongeveer 5,3 liter in een kan. De kannen waren versierd met het stadswapen. De lege kannen werden terugbezorgd aan de stad.
De presentmeester moest nauwkeurig bijhouden welke geschenken hij uitdeelde en aan wie en bracht hierover regelmatig verslag uit bij de tresorier van de stad. De presentmeester zal meestal een vermogend figuur geweest zijn, want hij moest waarschijnlijk de geschenken en de wijn die hij schonk, zelf betalen en werd dan op het einde van het jaar hiervoor vergoed. Sommige presentmeesters waren kunstenaars die zelf de presentvaten zouden beschilderd hebben, hoewel hiervoor geen documentaire bewijzen zijn gevonden. Er zijn ook verschillende presentmeesters geweest die geen kunstenaar waren.
In sommige steden, bijvoorbeeld in Gent was de presentmeester ook verantwoordelijk voor het afleveren van geschenken aan personen die buiten de stad verbleven. Pieter van Beervelde kreeg gedurende zijn dertig jaar durende carrière verscheidenen van dergelijke opdrachten onder meer om de marighifte (huwelijksgeschenk) van de stad Gent, voor Daneel, de secretaris van Filips de Stoute, naar Rijsel te brengen.